# Kupjanszk
Kupjanszk (ukránul: Куп'янськ) város Kelet-Ukrajnában, a Harkivi területen. A Kupjanszki járás székhelye, jelentős közúti és vasúti csomópont.

## Elhelyezkedése
A város Harkiv területi székhelytől kb. 120 km-re, az Oszkil (oroszul Oszkol) folyó magas jobb partján, dombokra épült. A folyó itt két ágra bomlik, melyeken közúti híd vezet át. A keleti, bal parton található az ipari városrész,  attól délre pedig a nagy vasúti csomópont és a vasutasok települése, Kupjanszk-Vuzlovij (oroszul Kupjanszk-Uzlovoj). A név második tagjának jelentése ’csomópont’.

## Története
A települést Kupjanka néven 1685-ben említik először, 1779-ben – már mai nevén – városi rangra emelték. Kupjanka, mint sok más település a környéken, tipikus kozák szloboda volt, lakói katonai őrszolgálatot teljesítettek és földműveléssel foglalkoztak. A kupjanszki vasúti csomópont létrejöttében jelentős szerepe volt a Donyeci szénmedencének. Az első szénbányát Liszicsanszknál nyitották meg 1790-ben. Egy bő évszázaddal később, 1895-ben megnyílt a Kupjanszkon áthaladó Harkiv–Balasov magánkézben lévő vasútvonal (Balasov a mai Szaratovi terület egyik városa), majd a Kupjanszk–Liszicsanszk vasútvonal.

### Gazdasága
A második világháború utáni évtizedekben a város elsősorban a harkivi iparvidék és a Donyec-medence összeköttetését biztosító vasúti csomópontként, valamint élelmiszeripari központként fejlődött. Az 1930-as években épült cukorgyára 1937-ben kezdte meg a termelést és fokozatosan a Harkovi terület legnagyobb cukorgyára lett. A 2008-ban kezdődött gazdasági válság azonban a cukoripart is sújtotta, az előzőleg már privatizált gyár berendezéseit 2009-ben leszerelték, és 2010-ben a vállalatot szanálták. Az egyik telephelyén mészgyártásra tértek át.
A város másik jelentős iparvállalata a cukorgyár világháború után alapított javító-karbantartó üzeméből nőtt ki. A Kupjanszki Gépgyár a cukorgyárak és más élelmiszeripari vállalatok berendezéseinek gyártásával foglalkozott. A városban zajló építkezések céljára 1973-ban betonelemgyár épült. 1967-ben öntöde kezdte meg működését („Centrolit”), mely elsősorban a traktorgyártás és a mezőgazdasági gépgyárak számára termelt és a 2000-es évekig működött. Ukrajna függetlenné válása után az orosz határhoz közeli városban vámhivatal kezdte meg működését.
A bal parti Kupjanszk-Uzlovoj elavult állomásépületével szemben 2006-ban új állomásépületet kezdtek építeni. A kétemeletes, 26 méter magas, üvegkupolával fedett épületet 2009. augusztus 23-án avatták fel. Az 500 utas befogadására tervezett épületben kapott helyett a Kupjanszki Vasútigazgatóság is.

## Az orosz–ukrán háborúban
A 2022.  február 24-én Ukrajna ellen indított orosz invázió részeként az orosz csapatok február 27-én Kupjanszkot is elfoglalták. A város lényegében a helyi orosz katonai közigazgatás központja és a csapatok utánpótlási útvonalának csomópontja lett. Hat és fél hónap orosz megszállást követően, a 2022-es harkivi ellentámadás során az ukrán egységek szeptember 10-ére visszafoglalták a városközpontot, majd szeptember 16-ára az egész várost és a bal parti vasúti csomópontot, Kupjanszk-Uzlovojt is. A harcok során az ukránok taktikai okokból megrongálták az Oszkil hídját, melyet így már csak gyalogosok használhattak, 2023. szeptember 20-án pedig az oroszok egy rakétacsapással az egyik pillérrel együtt felrobbantották. Kupjanszk továbbra is az orosz tüzérség hatótávolságán belül maradt, és létesítményeit számos pusztító légi- és rakétatámadás érte.
A „Donyec-medence kapuja”, Avgyijivka ostromával (2023. október 10-től) és elfoglalásával (2024. február közepén) az orosz erők ezen a fronton átvették a kezdeményezést. Katonai elemzők szerint felmerült a lehetősége egy Kupjanszk elleni offenzívának. Ha az orosz erőknek sikerülne bevenniük Kupjanszk-Uzlovojt, akkor az Oszkil bal partján húzódó vasútvonalat használhatnák a további déli előrenyomuláshoz.

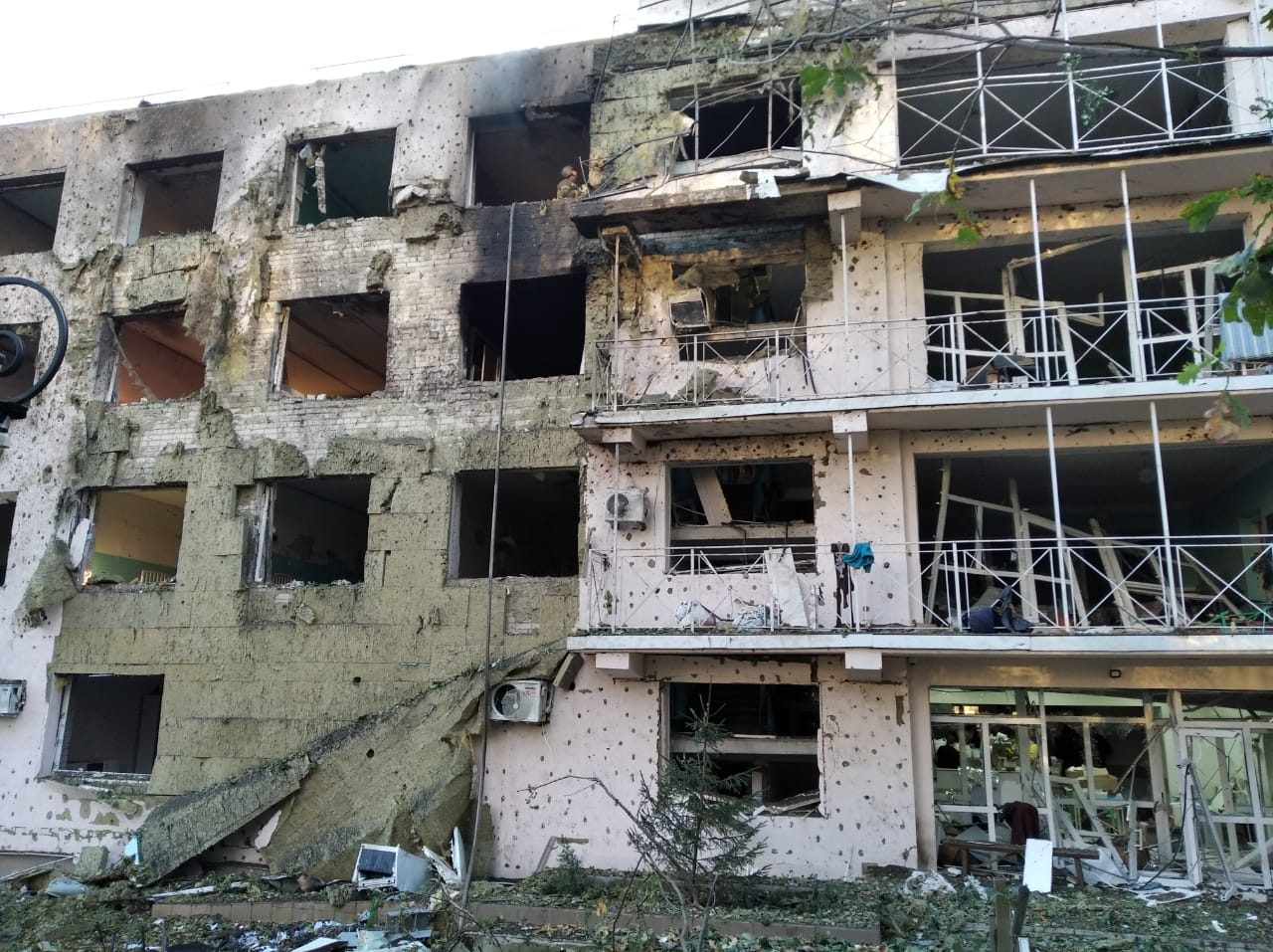
A központi kórház épülete a 2022. október 3-i rakétacsapás után
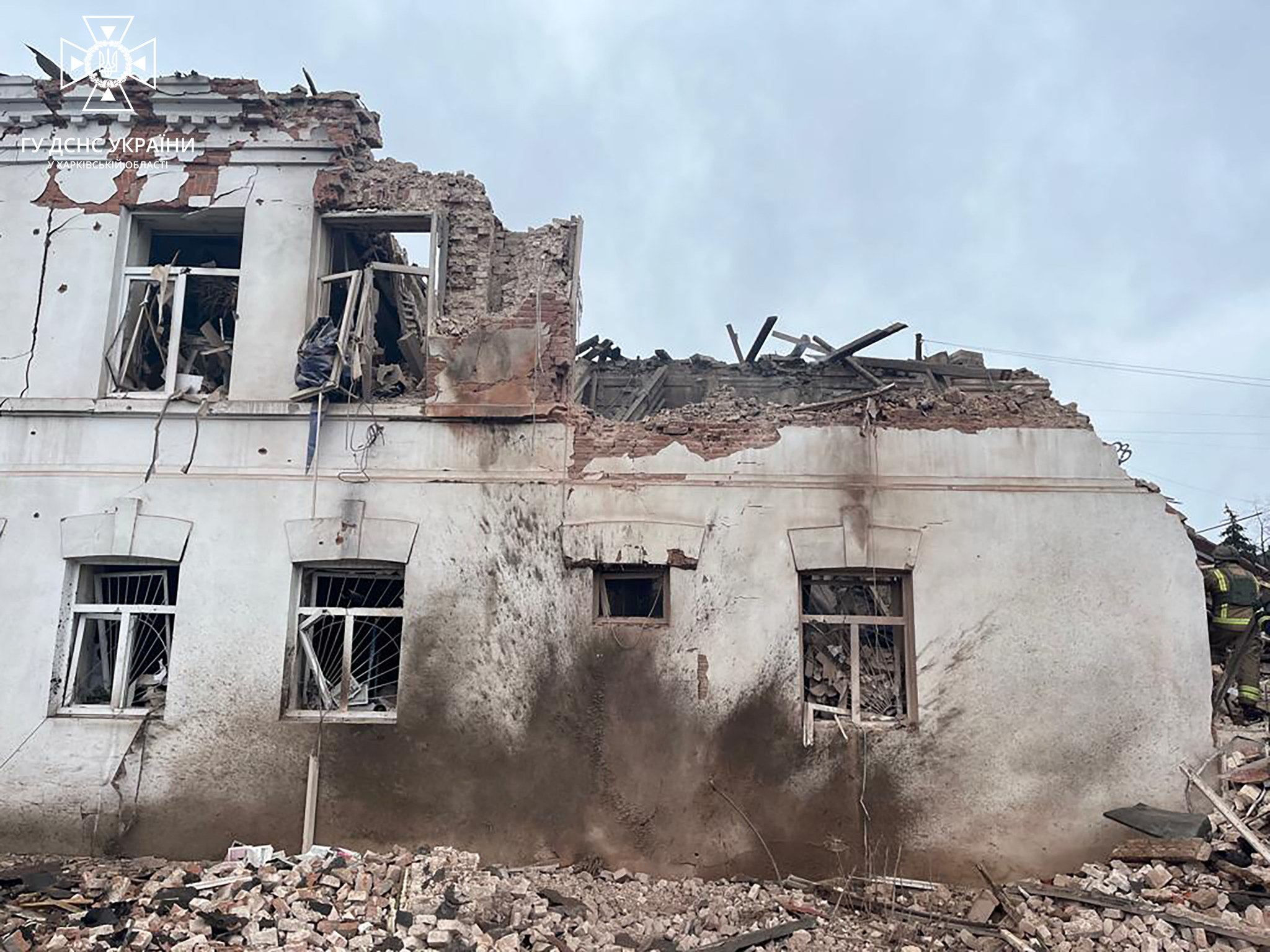
A helytörténeti múzeum épülete, 2023. április 25.
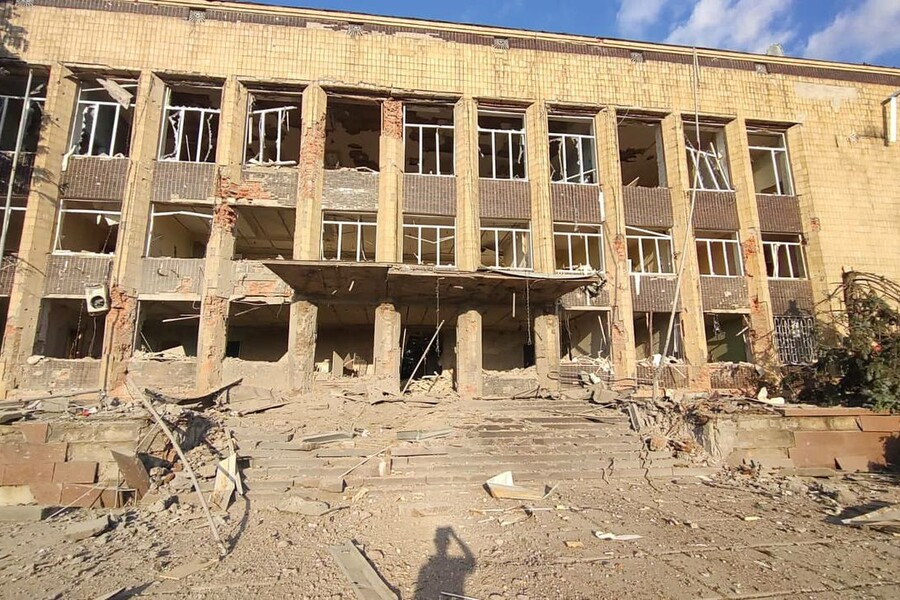
A városi tanács épülete, 2023. augusztus 10.
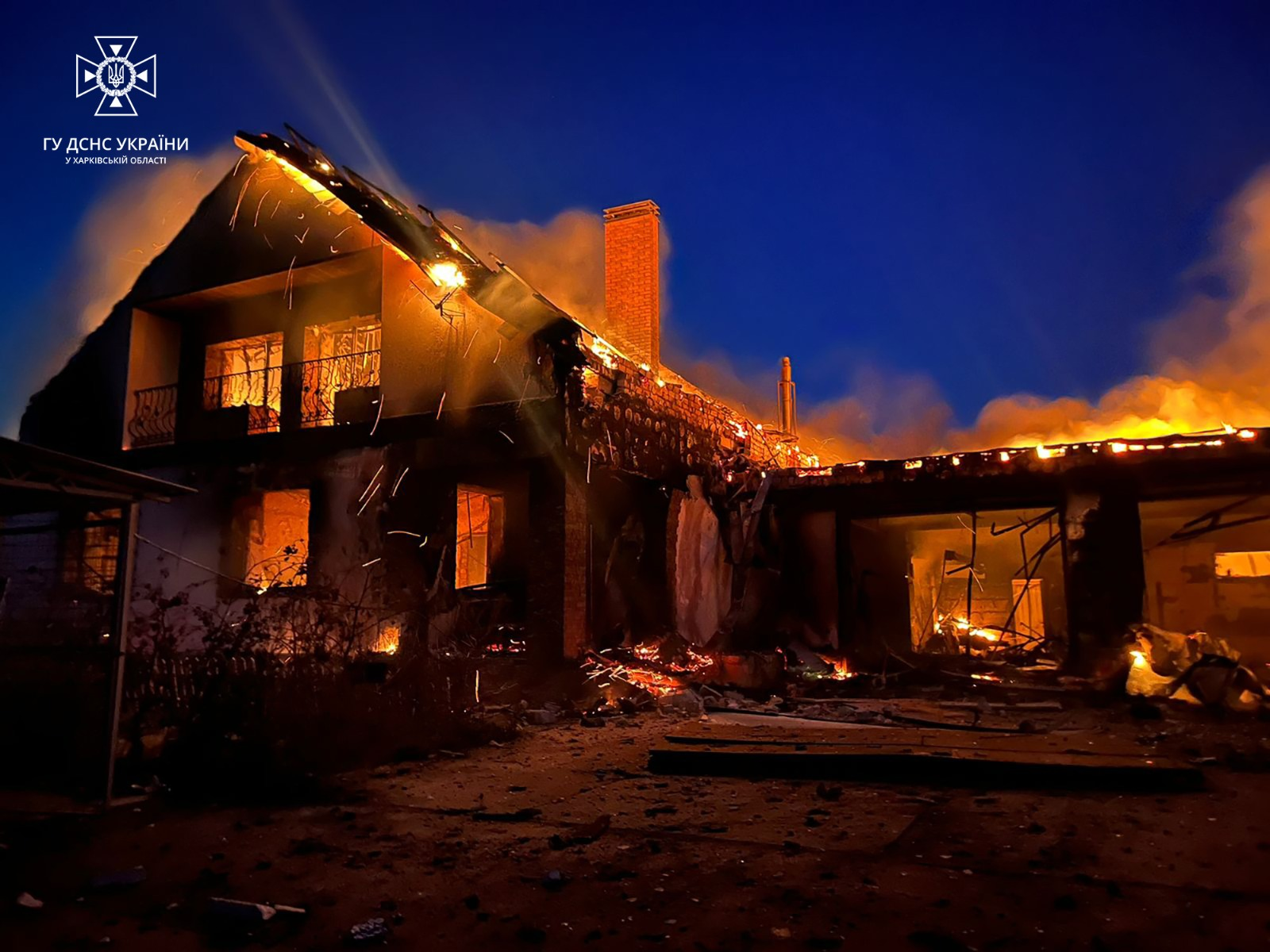
Lakóház, 2023. október.